# Michael Levitt
Michael Levitt (Pretoria, 9 maggio 1947) è un biofisico e chimico sudafricano naturalizzato statunitense, dal 1987 professore di biologia strutturale presso la Stanford University e vincitore del premio Nobel per la chimica nel 2013, assieme a Martin Karplus e Arieh Warshel, per gli studi sullo sviluppo di modelli multiscala in grado di descrivere reazioni chimiche complesse. È la prima persona di origini sudafricane a vincere questo riconoscimento.
Nel 2018, Levitt è stato uno dei co-editori fondatori dell'Annual Review of Biomedical Data Science. Oltre alla cittadinanza sudafricana e statunitense, Levitt ha anche quella britannica e israeliana.

## Biografia
Michael Levitt è nato a Pretoria, in Sudafrica, da una famiglia ebrea di Plungė, in Lituania; suo padre era lituano e sua madre della Repubblica Ceca. Ha frequentato la Sunnyside Primary School e poi la Pretoria Boys High School tra il 1960 e il 1962. La famiglia si trasferì in Inghilterra quando lui aveva 15 anni. Levitt trascorse il 1963 studiando matematica applicata all'Università di Pretoria. Ha poi frequentato il King's College di Londra, laureandosi con lode in fisica nel 1967.
Nel 1967 visitò Israele per la prima volta. Insieme alla moglie israeliana Rina, un'artista multimediale, si trasferì per studiare a Cambridge, dove nacquero i loro tre figli. Levitt è stato uno studente di dottorato in biologia computazionale a Peterhouse, Cambridge, e ha lavorato presso il Laboratorio di Biologia Molecolare dal 1968 al 1972, dove ha sviluppato un programma per computer per lo studio delle conformazioni delle molecole che è stato alla base di gran parte del suo lavoro successivo.

## Carriera e ricerca
Nel 1979 è tornato in Israele e ha condotto ricerche presso il Weizmann Institute of Science di Rehovot, diventando cittadino israeliano nel 1980. Ha prestato servizio nelle Forze di Difesa Israeliane per sei settimane nel 1985. Nel 1986 ha iniziato a insegnare biologia strutturale alla Stanford University e da allora ha diviso il suo tempo tra Israele e la California. Ha poi ottenuto una borsa di ricerca presso il Gonville and Caius College di Cambridge.

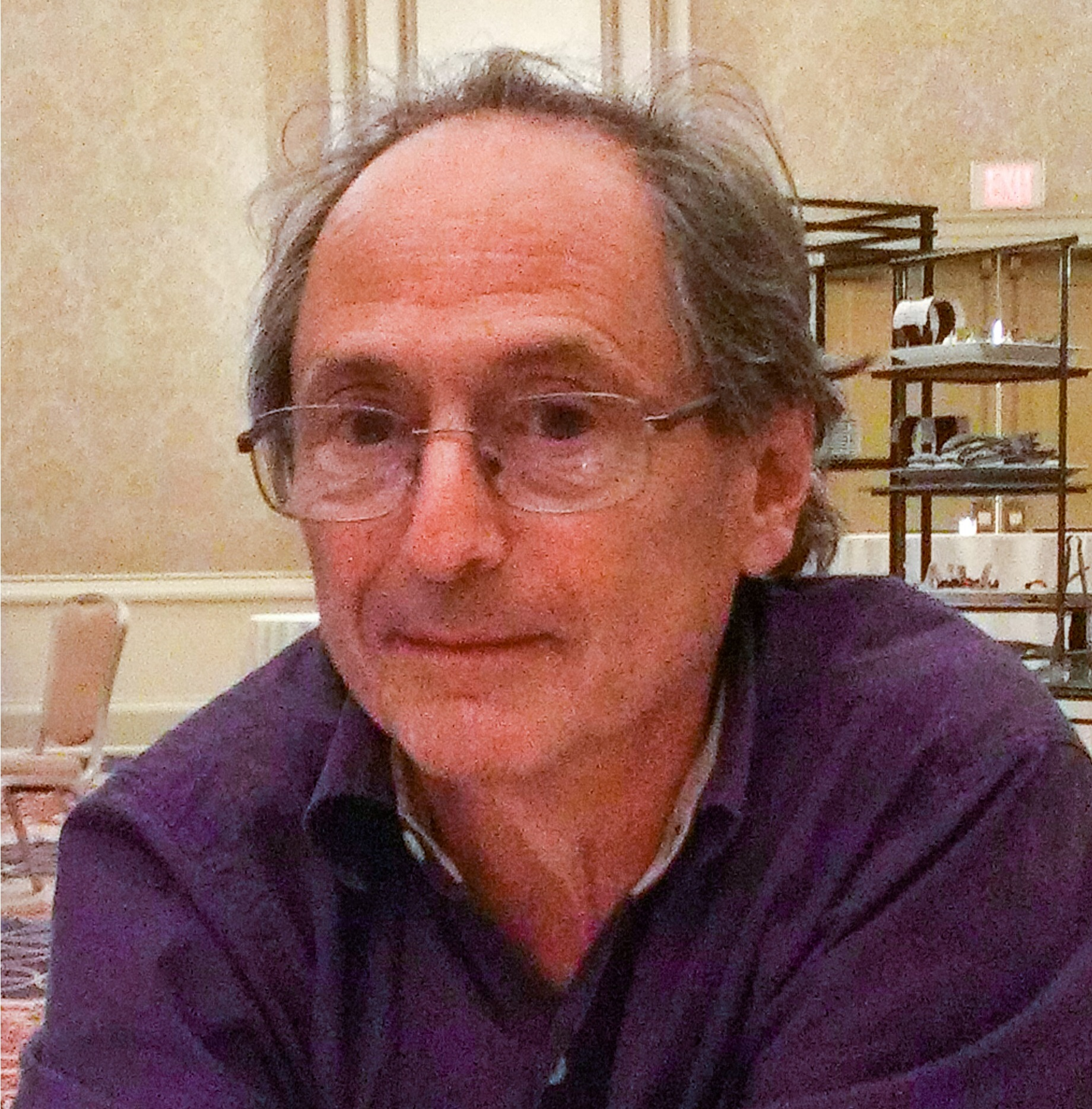
Michael Levitt

Levitt è stato uno dei primi ricercatori a condurre simulazioni di dinamica molecolare del DNA e delle proteine e ha sviluppato il primo software per questo scopo.  È diventato noto per lo sviluppo di approcci per prevedere le strutture macromolecolari, avendo partecipato a molte competizioni di valutazione critica delle tecniche per la previsione della struttura proteica (CASP), dove ha criticato la dinamica molecolare per l'incapacità di affinare le strutture proteiche. Ha anche lavorato su rappresentazioni semplificate della struttura delle proteine per l'analisi del ripiegamento e dell'impacchettamento, oltre a sviluppare sistemi di punteggio per confronti sequenza-struttura su larga scala. Ha fatto da mentore a molti scienziati di successo, tra cui Mark Gerstein e Ram Samudrala.
Tra i suoi studenti ci sono noti professori come Steven Brenner, Cyrus Chothia, Valerie Daggett, Mark Gerstein, Julian Gough Ram, Gunnar Schroder, Gaurav Chopra, Peter Minary, Abraham Samson, Xuhui Huang e altri

### Covid-19
Durante la pandemia di COVID-19 Lewitt si è esposto pubblicamente con una serie di previsioni errate sulla diffusione della malattia basate sui suoi modelli. Il 18 marzo 2020 ha previsto che Israele avrebbe visto meno di dieci morti per COVID-19 e il 25 luglio 2020 ha erroneamente previsto che l'epidemia negli Stati Uniti sarebbe finita entro la fine di agosto 2020 con un totale di meno di 170.000 morti. A novembre 2021, gli Stati Uniti registravano decessi per COVID-19 al ritmo di circa 1.000 al giorno, mentre Israele ha riportato oltre 8.000 decessi per COVID-19 dall'inizio della pandemia.
Levitt ha anche sollevato dubbi sui potenziali effetti dannosi degli ordini di blocco COVID-19 sull'economia, nonché sull'aumento dei tassi di suicidio e abuso, e ha firmato la "Dichiarazione di Great Barrington", proposta da un gruppo di accademici che sostenevano misure alternative ai blocchi; la "Dichiarazione" è stata criticata dall'OMS e da altre organizzazioni di sanità pubblica come pericolosa e priva di solide basi scientifiche.
Le previsioni errate o potenzialmente fuorvianti di Levitt, e le sue posizioni anti-lockdown, hanno ricevuto numerose critiche per via dello status conferitogli dal premio Nobel e del suo ampio seguito su Twitter. Maia Majumder, epidemiologa computazionale presso la Harvard Medical School, ha dichiarato che "Michael Levitt ha un enorme, enorme seguito, quindi questo crea molti problemi quando twitta qualcosa che potrebbe essere disinformativo". Randy Schekman, vincitore del premio Nobel per la medicina nel 2013, ha scritto riguardo alle posizioni espresse da Levitt: "In questo caso, credo che abbia attraversato un confine dai dati alla politica pubblica in cui l'impatto della sua parola come premio Nobel ha un'influenza indebita".